# Peter Peter (Rennfahrer)
Peter „Handschuh“ Peter (* 1943 in Wien) ist ein österreichischer Unternehmer und ehemaliger Autorennfahrer. Er ist der Vater von Philipp Peter.

## Karriere als Rennfahrer
Peter Peter zählte in den 1960er-Jahren zu den jungen österreichischen Rennfahrern, die als wilde Hunde die damals noch neue Formel V dominierten. Zu dieser erfolgreichen Truppe zählten unter anderem Dieter Quester, Helmut Marko, Gerold Pankl, Günther Huber, Michael Walleczek und Lothar Schörg. Später stiegen auch Erich Breinsberg, Harald Ertl und Niki Lauda in diese Rennserie ein. Peter Peter fuhr die Kaimann-Rennwagen des legendären Kurt „Masta“ Bergmann, wurde zweimal Vize-Europameister und war mehrmals beim Formel-V-Vergleichskampf USA gegen Europa auf dem Daytona International Speedway am Start.
Neben den Formel-V-Einsätzen bestritt Peter Touren- und Sportwagenrennen. Seine größten Erfolge gelangen ihm 1969 in der Tourenwagen-Europameisterschaft. Gemeinsam mit Günther Huber beendete er das 6-Stunden-Rennen von Brands Hatch und das 6-Stunden-Rennen auf dem Nürburgring auf einem BMW 2002 ti an der dritten Stelle der Gesamtwertung. Mit Partner Niki Lauda wurde er 1970 im Porsche 906 Gesamtsechster beim 1000-km-Rennen von Zeltweg.
Der Tod von Jochen Rindt beim Training zum Großen Preis von Italien 1970 war für Peter Grund, im Herbst dieses Jahres die Rennkarriere aufzugeben. Schockiert von Rindts Unfall und nach einem Machtwort seines Vaters beendete er seine Fahrerlaufbahn. Seinen einzigen schweren Unfall hatte er nicht bei einem Renneinsatz, sondern bei einer privaten Trainingsfahrt. Mit Michael Walleczek als Beifahrer erkundete er in den 1960er-Jahren die Nürburgring-Nordschleife auf einem Porsche 911. Im Streckenabschnitt  Antoniusbuche kam der Porsche von der Fahrbahn ab und blieb nach mehreren Überschlägen in Strauchwerk liegen. Übrig blieben neben einem Totalschaden und einem verschreckten Beifahrer eine irreparable Hüft- und Wirbelsäulenverletzung, die ihn beim Rennfahren aber nicht behinderte.

## Unternehmer
Peter Peter ist Sprössling einer Wiener Unternehmerfamilie und führte nach seiner Fahrerkarriere jahrzehntelang die 1838 gegründete Handschuhmanufaktur Handschuhpeter in vierter Generation. Dieser familiäre Hintergrund führte zu seinem Spitznamen Handschuh.

## Familie
Peter Peter ist zum dritten Mal verheiratet und Vater dreier Kinder, zweier Töchter und eines Sohnes. Sohn Philipp wurde Profirennfahrer. Im Unterschied zu seinem Vater, dessen Start 1969 mit Rudi Lins im Porsche 910 nicht zustande kam, fuhr Philipp Peter auch erfolgreich in Le Mans. 2002 wurde er dort mit Michael Krumm und Marco Werner im Werks-Audi R8 Gesamtdritter.

### Einzelergebnisse in der Sportwagen-Weltmeisterschaft
| Saison | Team                | Rennwagen   | 1   | 2   | 3   | 4   | 5   | 6   | 7   | 8   | 9   | 10  | 11  | 12  | 13  | 14  |
| ------ | ------------------- | ----------- | --- | --- | --- | --- | --- | --- | --- | --- | --- | --- | --- | --- | --- | --- |
| 1967   | Racing Team Holland | Porsche 906 | DAY | SEB | MON | SPA | TAR | NÜR | LEM | HOK | MUG | BRH | CCE | ZEL | OVI | NÜR |
| 1967   | Racing Team Holland | Porsche 906 | DNF |     |     |     |     |     |     |     |     |     |     |     |     |     |
| 1968   | Peter Peter         | Porsche 910 | DAY | SEB | BRH | MON | TAR | NÜR | SPA | WAT | ZEL | LEM |     |     |     |     |
| 1968   | Peter Peter         | Porsche 910 |     |     |     |     |     | 10  |     |     |     |     |     |     |     |     |
| 1969   | Elan Racing Team    | Porsche 910 | DAY | SEB | BRH | MON | TAR | SPA | NÜR | LEM | WAT | ZEL |     |     |     |     |
| 1969   | Elan Racing Team    | Porsche 910 |     |     |     |     |     |     | 15  |     |     |     |     |     |     |     |
| 1970   | Bosch Racing Team   | Porsche 908 | DAY | SEB | BRH | MON | TAR | SPA | NÜR | LEM | WAT | ZEL |     |     |     |     |
| 1970   | Bosch Racing Team   | Porsche 908 |     |     |     |     |     |     | 6   |     |     |     |     |     |     |     |